# Fiffer-revyen
Fiffer-Revyen var en dansk revy, der blev opført fra 1946 til 1958. Den blev grundlagt og ledet af Knud Pheiffer, som også fungerede som forfatter og instruktør.
Revyen blev kendt for sin skarpe satire, elegante scenografi og en række af tidens mest populære skuespillere og komikere.